# Mikhail Babichev
Mikhail Anatolyevich Babichev (tiếng Belarus: Міхаіл Анатолевіч Бабічаў; tiếng Nga: Михаил Анатольевич Бабичев; sinh 2 tháng 2 năm 1995) là một cầu thủ bóng đá Belarus. Tính đến năm 2018, anh thi đấu cho Torpedo-BelAZ Zhodino.